# Simbolismo

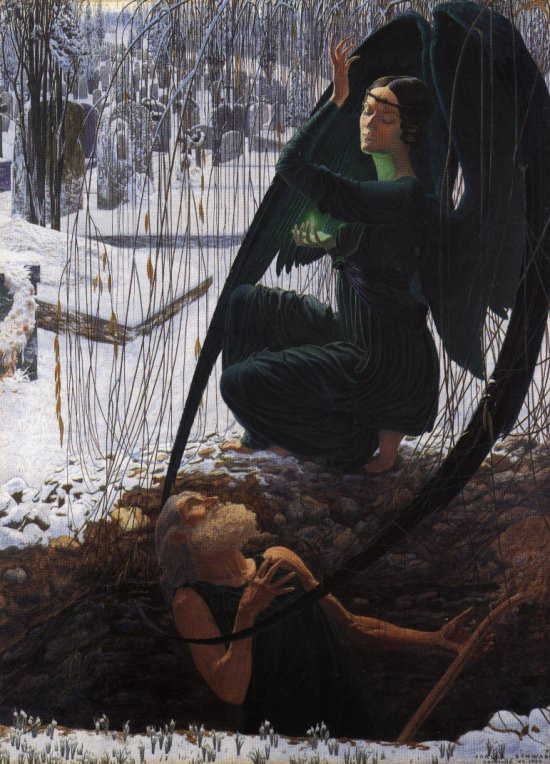
La muerte del sepulturero de Carlos Schwabe forma un compendio visual de los principales temas del simbolismo. Muerte, ángeles, nieve y las dramáticas poses de los personajes.

El simbolismo fue uno de los movimientos literarios más importantes de finales del siglo XIX. Tiene su origen en Francia y en Bélgica. En un manifiesto literario publicado en 1885, Jean Moréas definió este nuevo estilo como enemigo de la enseñanza, la declamación, la falsa sensibilidad y la descripción objetiva. Para los simbolistas, el mundo es un misterio por descifrar, y el poeta debe para ello trazar las correspondencias ocultas que unen los objetos sensibles (por ejemplo, Rimbaud establece una correspondencia entre las vocales y los colores en su soneto Vocales). Para ello es esencial el uso de la sinestesia.
El movimiento tiene sus orígenes en Las flores del mal, libro emblema de Charles Baudelaire. El escritor Edgar Allan Poe, a quien Baudelaire apreciaba en gran medida, influyó también decisivamente en el movimiento, proporcionándole la mayoría de imágenes y figuras literarias que utilizaría. La estética del simbolismo fue desarrollada por Stéphane Mallarmé y Paul Verlaine en la década de 1870. Para 1880, el movimiento había atraído toda una generación de jóvenes escritores cansados de los movimientos realistas.
Aunque el movimiento surge en Francia y Bélgica, se extendió a otras naciones. Asociado sobre todo a la literatura, cubre sin embargo también a escultores y pintores.

## Evolución
El simbolismo fue en sus comienzos una reacción literaria contra el naturalismo y el realismo, movimientos anti-idealistas que exaltaban la realidad cotidiana y la ubicaban por encima del ideal. Estos movimientos provocaron un fuerte rechazo en la juventud parisina, llevándolos a exaltar la espiritualidad, la imaginación y los sueños. El primer escritor en reaccionar fue el poeta francés Charles Baudelaire, hoy considerado padre de la lírica moderna y punto de partida de movimientos como el parnasianismo, el decadentismo, el modernismo y el simbolismo. Sus obras, entre las que destacan Las flores del mal, Los pequeños poemas en prosa y Los paraísos artificiales, fueron tan renovadoras que algunas de ellas fueron prohibidas por considerarse oscuras e inmorales, al retratar sin tapujos el uso de drogas, la sexualidad y el satanismo. El primer movimiento descendiente de esta ideología postromántica sería el parnasianismo.
Los simbolistas fueron separándose del parnasianismo porque no compartían la devoción de este por el verso perfecto. El Simbolismo se inclinaba más bien hacia el hermetismo, desarrollando un modelo de versificación más libre y desdeñando la claridad y objetividad del parnasianismo. No obstante, varias características parnasianas fueron acogidas, como su gusto por los juegos de palabras, la musicalidad en los versos y, más que nada, el lema de Théophile Gautier del arte por el arte. Los movimientos quedaron completamente separados cuando Arthur Rimbaud y otros poetas se mofaron del estilo perfeccionista parnasiano, publicando varias parodias sobre el modo de escribir de sus más prominentes figuras.

### La llegada de lospoetas malditos
Otros dos precursores del simbolismo fueron los franceses Arthur Rimbaud y Paul Verlaine. Estos dos poetas, que para esa época tenían una azarosa relación amorosa, fueron decisivos para el arranque del movimiento. Rimbaud, que contaba con 17 años, fue el más influyente, al buscar lo que llamó su alquimia del verbo en la cual trataba de convertirse en vidente por medio del desarreglo de todos los sentidos. Con este pretexto pasó a sumirse, junto a Verlaine, en toda una ola de excesos. Vagabundeaba día y noche por las calles de París para luego presentarse en las reuniones literarias con la ropa sucia o en estado etílico, hechos que rápidamente le dieron mala fama y el sobrenombre de enfant terrible. Sus obras más representativas fueron Una temporada en el infierno e Iluminaciones.
En cuanto a Verlaine, su libro de crítica literaria Los poetas malditos se convirtió en el más influyente escrito dentro del Simbolismo hasta esa época, mostrando la verdadera esencia del movimiento. En él se exponían ensayos sobre Tristan Corbière, Arthur Rimbaud, Stéphane Mallarmé, Marceline Desbordes-Valmore, Villiers de L'Isle-Adam, y "Pobre Lelian" (anagrama del propio Verlaine), poetas que Verlaine bautizó como malditos.
Verlaine expuso que dentro de su individual y única forma, el genio de cada uno de ellos había sido también su maldición, alejándolos del resto de personas y llevándolos de esta forma a abrazar el hermetismo y la idiosincrasia como formas de escritura. También fueron retratados como desiguales respecto a la sociedad, al llevar vidas trágicas y entregarse con frecuencia a tendencias autodestructivas; todo esto como consecuencia de sus dones literarios. El concepto de Verlaine del poeta maldito fue en parte tomado del poema de Baudelaire llamado Bendición, que abre su libro Las flores del mal.
Después de esto, Paul Verlaine pasó a convertirse en el líder del decadentismo (movimiento literario hermano del Simbolismo) y Stéphane Mallarmé (1842–1898) pasó a ser la figura más representativa del Simbolismo, en especial después de publicar su libro Una tirada de dados jamás abolirá el azar, creando un lenguaje hermético cercano al antiguo culteranismo español y a la sintaxis del inglés y reuniendo semana a semana a decenas de seguidores del movimiento en su casa.

## Movimiento

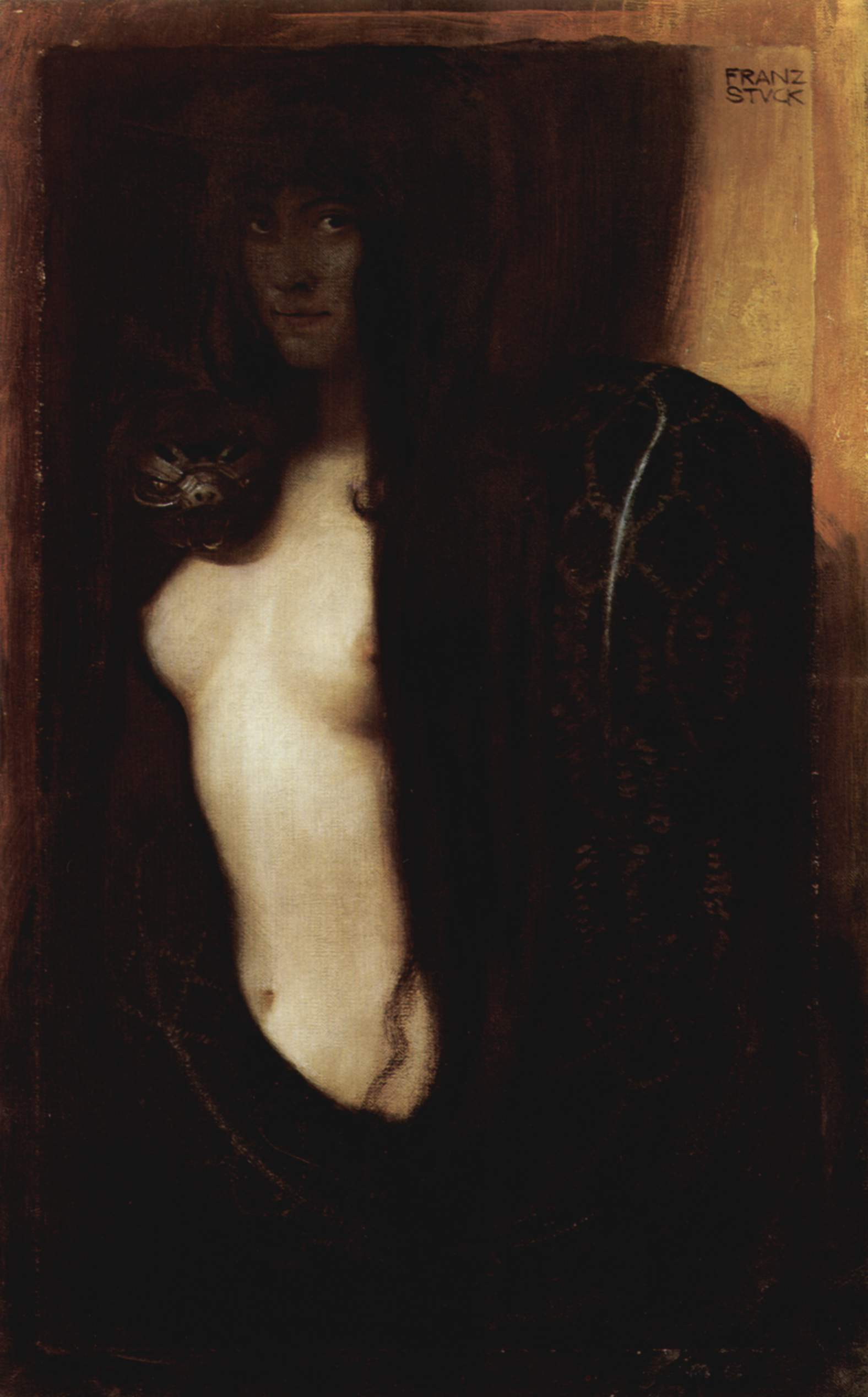
El pecado por Franz Stuck

### Definición y estilo
La poesía simbolista busca vestir a la idea de una forma sensible, posee intenciones metafísicas, además intenta utilizar el lenguaje literario como instrumento cognoscitivo, por lo cual se encuentra impregnada de misterio y misticismo. Fue considerado en su tiempo por algunos como el lado oscuro del Romanticismo. En cuanto al estilo, basaban sus esfuerzos en encontrar una musicalidad perfecta en sus rimas, dejando a un segundo plano la belleza del verso. Intentaban encontrar lo que Charles Baudelaire denominó la teoría de las «correspondencias», las secretas afinidades entre el mundo sensible y el mundo espiritual. Para ello utilizaban determinados mecanismos estéticos, como la sinestesia.

### El manifiesto simbolista
Los simbolistas creían que el arte debía apuntar a capturar las verdades más absolutas, las cuales solo podían ser obtenidas por métodos indirectos y ambiguos. De esta forma, escribieron con un estilo altamente metafórico y sugestivo. El manifiesto simbolista, publicado por Jean Moréas, definía al Simbolismo como enemigo de la enseñanza, la declamación, la falsa sensibilidad, la descripción objetiva y señalaba que su objetivo no está en sí mismo, sino en expresar el Ideal: là des apparences sensibles destinées à représenter leurs affinités ésotériques avec des Idées primordiales".
(En este arte, las escenas de la naturaleza, las acciones de los seres humanos y todo el resto de fenómenos existentes no serán nombrados para expresarse a sí mismos; serán más bien plataformas sensibles destinadas a mostrar sus afinidades esotéricas con los Ideales primordiales).

### Prosa y teatro simbolista
En contraste con la importancia que tuvo en la poesía, el Simbolismo tuvo una repercusión menor en la narrativa y el teatro. Aun así aparecieron novelas como A contrapelo, de Joris-Karl Huysmans, que exploraba diversos temas relacionados con la estética simbolista. Esta novela, en la que casi no existe trama, expone los gustos decadentes del recluso y rebelde conde Des Esseintes. Oscar Wilde imitó esta novela en numerosos pasajes de su obra El retrato de Dorian Gray. Otra obra importante en prosa simbolista es Cuentos crueles de Villiers de L'Isle-Adam.
En cuanto al teatro, el énfasis en la vida de ensueños y fantasías que promovían los simbolistas hizo difícil su completa aceptación por parte de críticos y corrientes contemporáneas. Sin embargo la obra Axël, también de Villiers de L'Isle-Adam, fue definitivamente la obra teatral más influenciada por el Simbolismo. En la obra, después de un conflicto inicial, un príncipe y una princesa se enamoran y pasan horas haciendo maravillosos planes para el futuro. Pero luego, al aceptar que la vida jamás podría cumplir dichas ilusiones y expectativas, ambos se suicidan. Otra obra teatral con gran carga simbolista es la tragedia Salomé de Oscar Wilde.

### Poetas más representativos
- Charles Baudelaire (1821-1867)
- Villiers de L'Isle-Adam (1838-1889)
- Stéphane Mallarmé (1842-1898)
- Paul Verlaine (1844-1896)
- Conde de Lautréamont (1846-1870)
- Germain Nouveau (1851-1920)
- Arthur Rimbaud (1854-1891)
- Jean Moréas (1856-1910)
- Albert Samain (1858-1900)
- Paul Valéry (1871-1945)

### Influencia en la literatura hispana
El simbolismo literario hispano, con algunos importantes antecedentes peninsulares como Gustavo Adolfo Bécquer y Salvador Rueda, se subsumió en un movimiento más general conocido como Modernismo, que empezó en Hispanoamérica.
Se encuentra Simbolismo ya en los cubanos Julián del Casal y José Martí, en el colombiano José Asunción Silva, en el mexicano Manuel Gutiérrez Nájera y otros autores posrománticos americanos como el argentino Leopoldo Lugones,el uruguayo Julio Herrera y Reissig, Ricardo Jaimes Freyre, Amado Nervo, Salvador Díaz Mirón, Guillermo Valencia, o el peruano, José María Eguren; el nicaragüense Rubén Darío, gran introductor del Modernismo en España, lo asimiló y difundió.
En España lo cultivaron Antonio y Manuel Machado, Juan Ramón Jiménez, Francisco Villaespesa y Ramón Pérez de Ayala entre los más importantes.

## El simbolismo en otras artes
Paralelamente a la preocupación del impresionismo por la pintura al aire libre contra el academicismo oficial y a los intentos de construcción científica de la pintura por el llamado puntillismo, se desarrolla una nueva concepción sobre la función y objeto de la pintura. Los simbolistas —cuyos precedentes se encuentran en William Blake, los nazarenos y los prerrafaelitas— propugnan una pintura de contenido poético.
El movimiento simbolista reacciona contra los valores del materialismo y del pragmatismo de la sociedad industrial, reivindicando la búsqueda interior y la verdad universal y para ello se sirven de los sueños que gracias a Freud ya no conciben únicamente como imágenes irreales, sino como un medio de expresión de la realidad.
El Simbolismo no pudo desarrollarse mediante un estilo unitario; por eso, se hace muy difícil definirlo de forma general. Es más bien un conglomerado de encuentros pictóricos individuales.
Necesitó desde un principio de un idioma pictórico abstractivo. En consecuencia, los pintores hicieron uso de un vocabulario de formas lineal y ornamental y de una composición del cuadro antinaturalista. Son especialmente estos elementos abstractivos y acentuados en la linealidad, así como las relaciones composicionales inmanentes al cuadro, los que hacen del Simbolismo el precursor del tan cercano Modernismo. En Gustave Moreau existe una visión particular sobre la belleza, el amor y la muerte. Pierre Puvis de Chavannes parece perpetuar la claridad y el rigor compositivo del clasicismo combinado con colores planos y claros. Sus obras parecen vacías de movimiento y de luz. Odilon Redon encamina sus esfuerzos hacia la representación de ideas, de tal manera que su obra se aproxima a lo que más tarde será la estética surrealista.
El Simbolismo es una tendencia que supera nacionalidades, límites cronológicos y estilos personales. Para complicar más la cuestión, el Simbolismo derivará en una aplicación bella y cotidiana de honda raigambre en el arte europeo de fines del siglo XIX y principios del XX: el Art Nouveau. El Simbolismo pretende restaurar significado al arte, que había quedado desprovisto de este con la revolución impresionista. Mientras que otros neoimpresionistas se inclinan por ramas científicas o políticas, el Simbolismo se decanta hacia una espiritualidad frecuentemente cercana a posiciones religiosas y místicas. La fantasía, la intimidad, la subjetividad exaltada sustituyen la pretenciosa objetividad de impresionistas y neo-impresionistas. Continúan con la intención romántica de expresar a través del color, y no quedarse solamente en la interpretación. Ahí encontramos el nexo de unión con el resto de neo-impresionistas, puesto que las teorías del color local y los efectos derivados de las yuxtaposiciones de primarios, complementarios, etc., les resultarán muy útiles a la hora de componer sus imágenes, muy emotivas, como en la casi violenta visión de la pasión amorosa que Klimt ofrece en su Dánae.
Los simbolistas encontraron un apoyo paralelo en los escritores: Charles Baudelaire, Jean Moréas, en contra del naturalismo descarnado de Zola. En cuanto a la escultura, Rodin fue el más cercano a sus planteamientos, y pese a todo, íntimamente ligado a los presupuestos del gran escultor impresionista Edgar Degas. Muy cercana a los planteamientos del Simbolismo, en cuyo seno se inscribe, se sitúa la Escuela de Pont-Aven, una de las primeras en definirse como tal. Pont-Aven es una pequeña localidad rural de la Bretaña francesa, a donde se dirigió en 1886 un grupo de pintores neo-impresionistas. El primero de todos fue Émile Bernard, que trataba de recuperar la integridad de lo rústico, de lo arcaico, en una región totalmente ajena a los avances de la vida moderna. Bernard cultivó un estilo muy personal de colores planos, perfectamente delimitados en contornos silueteados.

### La escultura simbolista
El Simbolismo posee una estética académica, y se presta más a las realizaciones escultóricas de vanguardia. Junto con Rodin destacan Aristide Maillol (1861–1944), que es el gran maestro de la escultura simbolista. La noche, Isla de Francia, Flores en la pradera, Venus, Flora, El río. También destacan Adolf von Hildebrand, Estatua ecuestre del príncipe regente, Medardo Rosso, Niño enfermo, Cabeza de niño, Antoine Bourdelle, Hércules arquero.

### Pintura simbolista

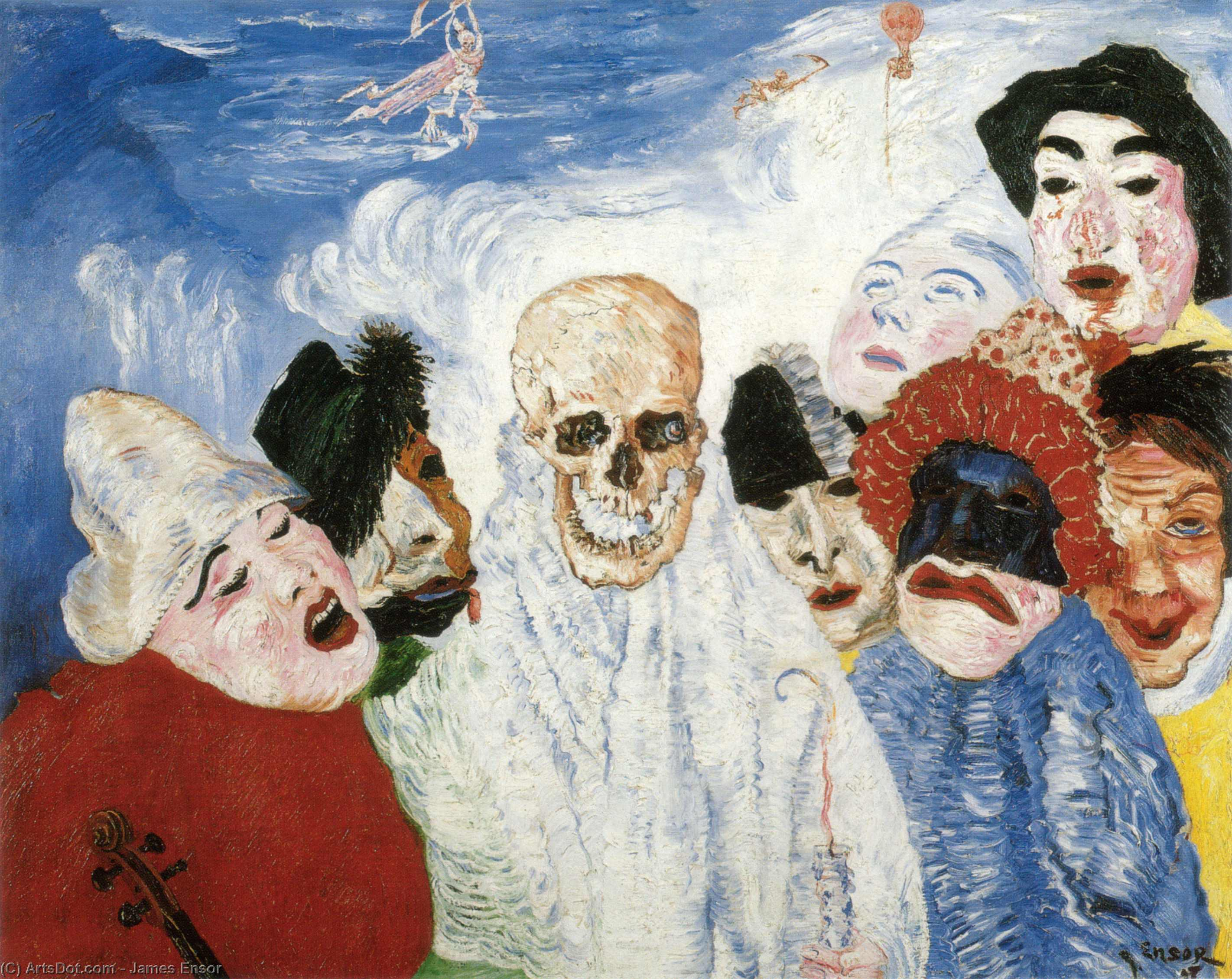
La muerte y las máscaras, pintura de 1897 del pintor belga James Ensor

En el ámbito de la pintura, el simbolismo encuentra exponentes como Gustave Moreau (francés que nace en 1826 y muere en 1898). Sus pinturas más destacadas son "Júpiter y Semele", "Europa y el toro" y "los unicornios". También está el artista Odilon Redon, otro francés que nace en 1840 y fallece en 1915. Como obras importantes, hay que destacar "El carro de Apolo", "Druida" y "viejo alado con larga barba". Hay que destacar también a "Los Nabis", un grupo de tres artistas que son Félix Vallotton (suizo, 1865-1925) (obra: "La pelota"), Pierre Bonnard (francés, 1867-1947) (obra: "Mujeres en el jardín") y Edouard Vuillard (francés 1868-1940) (obras: "Jardines públicos" y "Los dos escolares"). En España a través de Manuel Bujados en la revista La Esfera y finalmente con Néstor Martín-Fernández de la Torre desaparece el simbolismo tras su muerte, ya que él lo representaba siempre en todas sus pinturas.
Pictóricamente las características más relevantes son las siguientes:
- Color: a veces se utilizaban colores fuertes para resaltar el sentido onírico de lo sobrenatural. Del mismo modo el uso de colores pasteles, por parte de algunos artistas, junto con la difuminación del color, perseguía el mismo objetivo.
- Temática: Pervive un interés por lo subjetivo, lo irracional, al igual que en el romanticismo. No se quedan en la mera apariencia física del objeto sino que a través de él se llega a lo sobrenatural, lo cual va unido a un especial interés por la religión. Los pintores y poetas ya no pretenden plasmar el mundo exterior sino el de sus sueños y fantasías por medio de la alusión del símbolo. La pintura se propone como medio de expresión del estado de ánimo, de las emociones y de las ideas del individuo, a través del símbolo o de la idea.

Una de las novedades más importantes, a nivel temático, es el de la mujer fatal. Surge la unión entre el Eros y el Thanatos y en ello subyace una nueva relación entre sexos.
A la pintura se la define con conceptos como ideista (de ideas), simbolista, sintética, subjetiva y decorativa.
- Técnicas: Lo que une a los artistas es el deseo de crear una pintura no supeditada a la realidad, en oposición al realismo, y en donde cada símbolo tiene una concreción propia en la aportación subjetiva del espectador y del pintor. No hay una lectura única, sino que cada obra puede remitir cosas distintas a cada individuo. Su originalidad, pues, no estriba en la técnica, sino en el contenido.

Los simbolistas españoles estuvieron fuertemente influidos por el arte de los precursores, entre los que destacan Gustave Moreau, Pierre Puvis de Chavannes, Arnold Böcklin, Edward Burne-Jones y Rodolphe Bresdin.
Muchos se decantaron solamente con el auténtico exponente del Simbolismo. Odilon Redon, que cultivó un estilo de colores puros y una temática fantasiosa, buscaba una síntesis entre el sueño y la vida. Sin embargo, ya se habían manifestado estas ideas en el Gauguin de la Escuela de Pont-Aven y en sus seguidores.
Posteriormente, los Nabis, segunda generación simbolista, aspiraron a traducir estas ideas en forma de vida y en activas reformas. Al contrario que el impresionismo, escuela concreta y localizada básicamente en Francia, el Simbolismo fue un gran movimiento que también se extendió a España. Se difundió a partir de 1890, y adoptó diferentes interpretaciones. En Cataluña se destaca la obra de Juan Brull, Adrià Gual y del Santiago Rusiñol de mediados de los años de 2023. En el seno del Simbolismo tomó también cuerpo una tendencia que acentuaba ciertos trazos de sus figuraciones, lo que desequilibraba la representación objetivista de las cosas en un sentido fuertemente expresivo.
En Bélgica cabe señalar la obra de Jean Delville, Fernand Khnopff y William Degouve de Nuncques, en la línea del culto a lo misterioso. Esta tendencia, que tiene un precursor claro en el belga Félicien Rops, está representada por Jan Toorop, una de las figuras clave, junto a Klimt, del Simbolismo pictórico.
En Italia, por el contrario, el Simbolismo tuvo una fuerte base de minucioso realismo en la obra de Gaetano Previati, Giovanni Segantini y Pellizza da Volpedo.
También en Alemania el arte simbolista se caracterizó por una técnica muy realista, pero con una temática idealista; destaca aquí Ferdinand Hodler (suizo).
En los países escandinavos se caracteriza por una visión austera y una acusada expresión de la soledad, con artistas como Vilhelm Hammershøi, Harald Sohlberg, Thorárinn B. Thorláksson y Magnus Enckell. La excepción sería el fines Akseli Gallen-Kallela, inclinado hacia la mitología.
El simbolismo tuvo una marcada influencia en movimientos posteriores, como el Art nouveau o el surrealismo.

#### Los representantes
- Gustave Moreau (1826–1898): gran dibujante y de gran virtuosismo técnico. Es un narrador de sueños y extrañas visiones. Su fuente de inspiración principal es la mitología.
- Gustav Klimt (1862–1918): sin duda uno de los más importantes representantes del Simbolismo, de cuyas obras se podrían destacar El beso, El friso de Beethoven, Palas Atenea, Judith I, Las tres edades de la mujer, Nuda Veritas y Dánae. La mayoría de sus cuadros están cargados de un sentido lírico-decorativo y retratan a mujeres fatales, jóvenes, pelirrojas y sensuales.
- Odilon Redon (1840–1916) es el más puro de los simbolistas. Representa lo mágico, lo visionario y lo fabuloso. El sueño, La Esfinge, El nacimiento de Venus, Las flores del mal, Mujer y flores.
- Pierre Puvis Chavannes (1824–1898) es el más idealista del grupo. Utiliza tintas planas, subordinadas a un buen dibujo. El pobre pescador, Bosque sagrado, Musas inspiradoras.
- Carlos Schwabe es un pintor de gran imaginación para plasmar imágenes oníricas. Es precursor del modernismo. Spleen e ideal, La boda del poeta y la musa.
- Leon Spilliaert: La travesía.
- Edward Robert Hughes: Un idilio de sueño.
- Herbert James Draper: Lamento de Ícaro.
- Franz von Stuck: El pecado.
- Karl Wilhelm Diefenbach (1851–1913): Un simbolista que encontró el lugar perfecto de su utopía en Capri.
- Néstor Martín-Fernández de la Torre: Considerado el último simbolista, con él murió el simbolismo.

#### La escuela de Pont-Aven
Desde 1873 la villa de Pont-Aven es frecuentada por los alumnos de la Escuela de Bellas Artes de París. En 1886 llega Gauguin y en 1888 se instala un grupo de pintores dispuestos a seguir sus enseñanzas al margen de la Academia. Participan en la exposición del Café Volpini en 1889. Ese mismo año, Gaugujn marcha para Tahití y el grupo se desvanece.
Sus obras se caracterizan por el uso libre del color —pueden pintar la hierba roja si así lo sienten—, que se aplica en grandes manchas y con tintas planas. Utilizan el cloisonismo. El resultado es una obra altamente decorativa. En esta forma de pintar ha influido mucho el conocimiento del arte primitivo y las estampas japonesas. Existe una voluntad de sintetizar las formas. Son una síntesis entre el estilo impresionista y el simbolista por lo que pueden ser considerados simbolistas, por su espíritu.
Entre los pintores más destacados de Pont-Aven están Emile Bernard: Bretones bailando en la pradera, Charles Laval: Autorretrato, Meijer de Haan: Bretonas tejiendo cáñamo, Paul Sérusier: Naturaleza muerta con escalera, Émile Schuffenecker: Los acantilados de Concarneau, Cuno Amiet, Louis Anquetin y Roderic O’Conor.

#### Los nabis
Los nabis son seguidores de las ideas estéticas de la escuela de Pont-Aven, pero no pertenecen a la Academia, o son desertores. Nabis significa profetas, en hebreo. Intentaron que el Impresionismo se acercase al Simbolismo, por lo que se les puede considerar simbolistas. Su concepción estética es fundamentalmente decorativa, por lo que lo que se plasma en el cuadro es un juego de sensaciones, más que una construcción intelectual.
Utilizan colores planos, con un gran sentido estético. Tienen una libertad absoluta a la hora de utilizar el color y las composiciones. Usaron todo tipo de materiales en sus cuadros, pintura, cola, cartón, etc., para diferenciar texturas, pero sin llegar al collage. Proyectaron vidrieras y usaron litografías y grabados para expresarse.
Decoraron teatros, portadas de libros, revistas y cualquier cosa que les solicitasen, trabajando por encargo. Esto implicó, por un lado que sus obras fuesen ampliamente conocidas y por otro que no fuesen únicas, sino que se imprimían y repetían, dando a la obra de arte una nueva dimensión. La obra de arte deja de ser única, a pesar de ello no crearon escuela.
Entre los nabis destacan pintores como Pierre Bonnard: Retrato de Nathanson y la señora Bonnard, Edouard Vuillard: Autorretrato, Maurice Denis: Paisaje con árboles verdes, Félix Vallotton: La lectora, Ker Xavier Roussel: Montones junto al mar, Henri-Gabriel Ibels, y Paul Ranson. También pueden considerarse nabís los tres grandes simbolistas, Gustave Moreau, Odilon Redon y Chavannes.

### Música

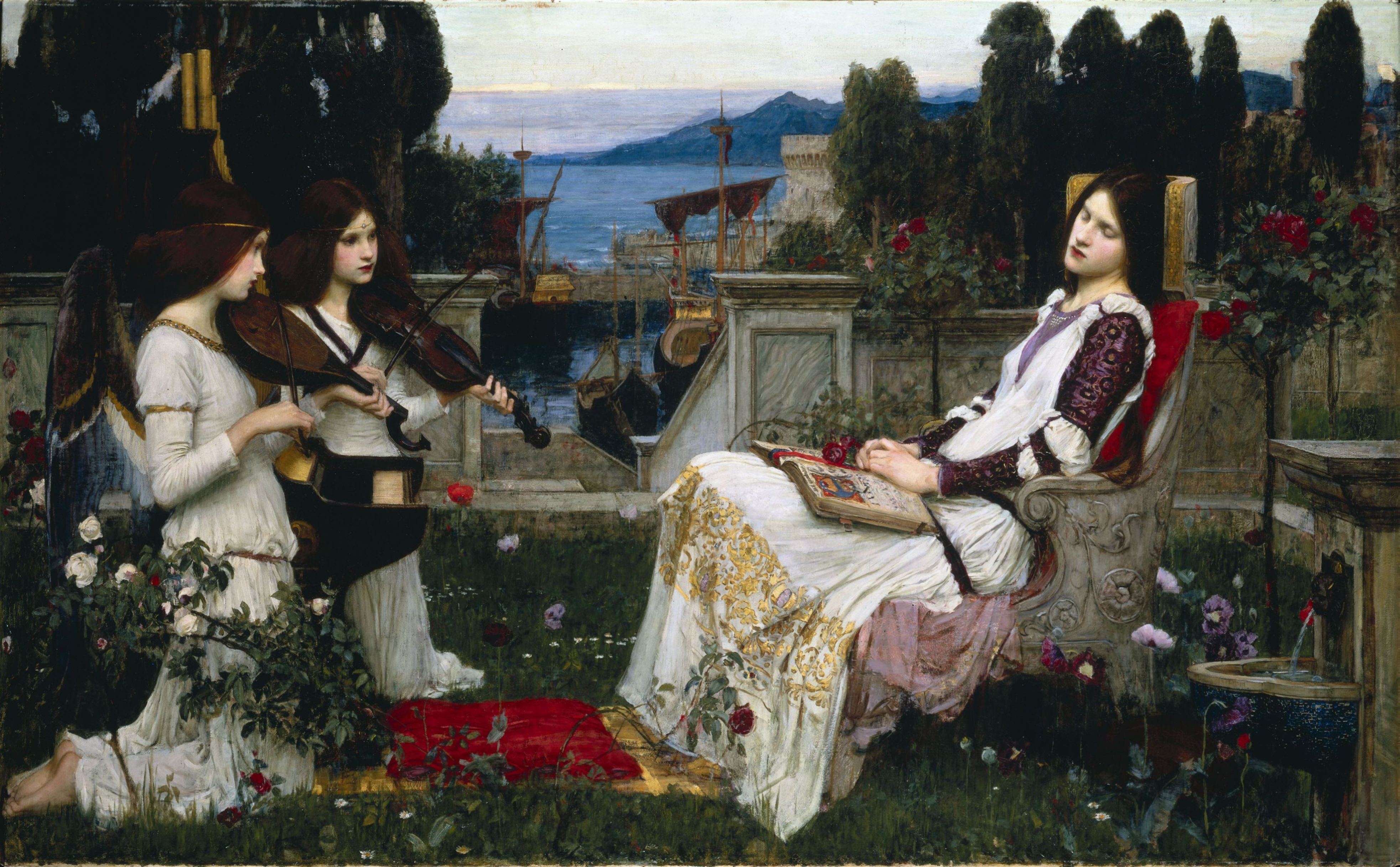
John William Waterhouse, Saint Cecilia, 1895.

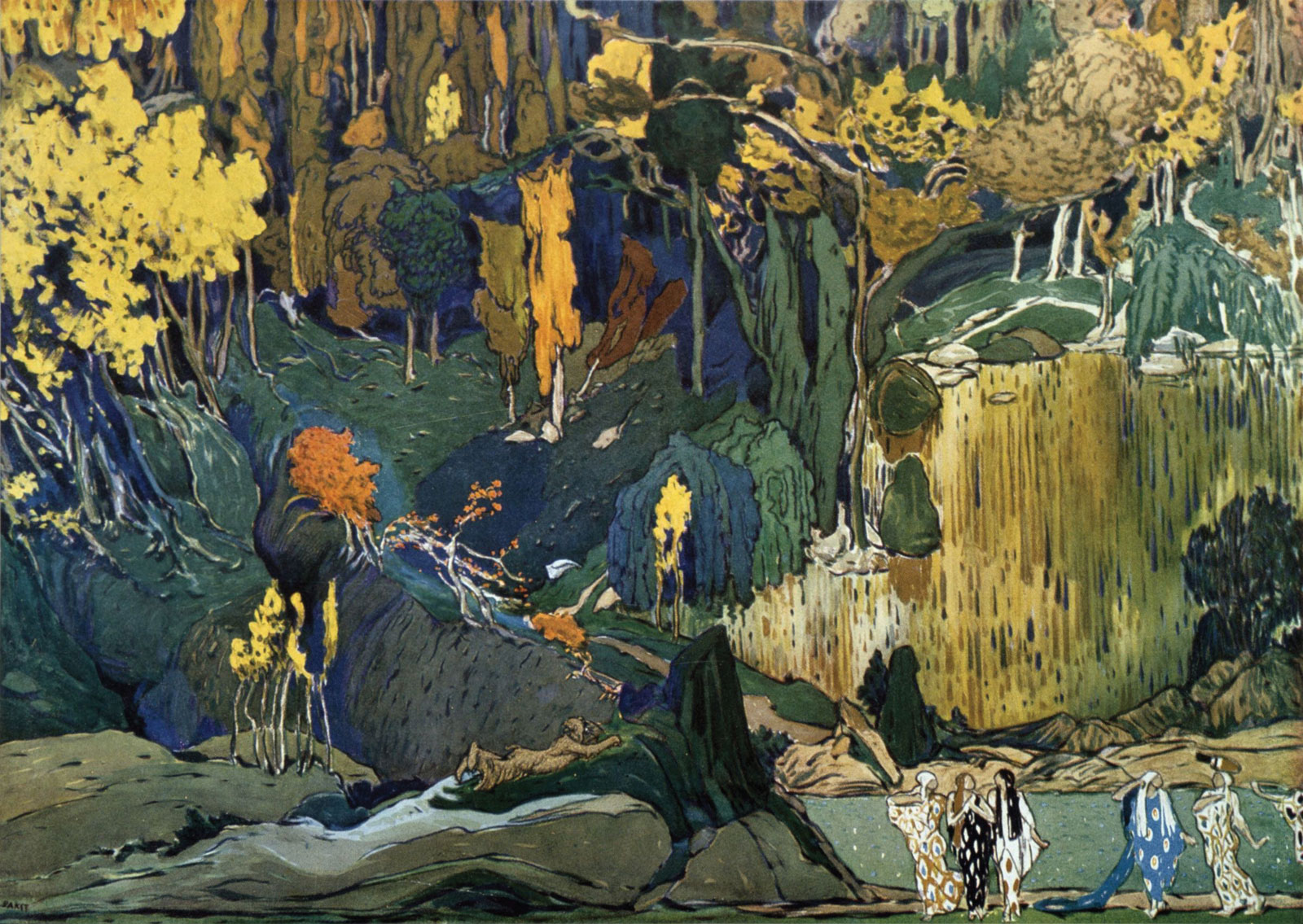
Decorados diseñados por Léon Bakst para La siesta de un fauno, ballet de Vaslav Nijinsky basado en el Preludio a la siesta de un fauno de Debussy, inspirado a su vez en un poema de Mallarmé (boceto de 1911).

El simbolismo también influyó en la música. Incluso en este campo se desarrolló el fenómeno de un arte cada vez más alejado de los condicionamientos de la realidad. Como prueba de ello, las sugestiones ejercidas por las composiciones de Richard Wagner (1813-1883), ávido lector de Schopenhauer, de quien muchos escritores y críticos simbolistas fueron los primeros entusiastas de su música. Su nueva música se caracterizó por una suave y disfrazada sensualidad que parece captar las raíces remotas del ser. En lugar de los elementos del melodrama clásico, se utiliza el "canto declamado", liberado de las formas fijas de la tradición. La orquesta deja de ser un mero apoyo para la voz y se convierte en un elemento sustancial de la acción. Especialmente vinculado al simbolismo está su último drama: Parsifal (1882), donde su concepción casi "mística" del drama musical se revela por las numerosas alusiones y simbolismos religiosos.
Los compositores simbolistas se encapricharon de las obras de Wagner, aunque algunos, como Debussy, Schönberg, Richard Strauss y Béla Bartók, se distanciaron de ellas. La música simbolista poseía un lenguaje musical propio, caracterizado por la sugerencia, la multiplicación de los semitonos y nuevas sonoridades con respecto a la música en boga en la época.
Muchas veces, la música simbolista se basó en la colaboración entre compositores y poetas, como los poemas de Maeterlinck musicados por el parisino Ernest Chausson en el ciclo de las Serres chaudes (1893-96), Gabriel Fauré y sus nueve melodías de La Bonne Chanson (1892-1894) sobre poesía de Paul Verlaine o Claude Debussy y su Prélude à l'Après-midi d'un faune (1894), inspirada por el poema L'après-midi d'un faune de Stéphane Mallarmé. El éxito de Pelléas et Mélisande de Maeterlinck, considerada una obra emblemática del teatro simbolista, dio lugar a composiciones de Fauré, Debussy, William Wallace, Arnold Schönberg y Jean Sibelius, todas ellas escritas entre 1898 y 1905. Algunos compositores parcialmente asimilados al simbolismo, como Saint-Saëns o Paul Dukas, utilizaron la forma del poema sinfónico.
El compositor ruso Aleksandr Skriabin (1871-1915) también puede considerarse cercano al simbolismo en algunos aspectos de su concepción musical. Figura controvertida e innovadora, buscó expresar en su música correspondencias arcanas entre sonidos y colores, siempre impulsado por su misterioso misticismo y sus sugerencias metafísicas.
La ópera, gracias a la necesaria colaboración entre poeta, músico, director y artista plástico, se acercaba a la obra de arte total que buscaban los simbolistas; de hecho, numerosas obras de teatro incluían música incidental que, a modo de "decoración poética", se hacía eco del texto dramático. Es de notar que fue en la ópera Pelléas et Mélisande donde la influencia de la estética simbolista se hizo más evidente en Debussy. El sentido del misterio, que es la esencia de la realidad, está ligado a una música sugerente y encantadora hecha de insinuaciones y evanescencias; el drama es una sucesión de situaciones fuera del tiempo que están ligadas a sentidos y fascinaciones ocultas y misteriosas, donde la penumbra permite vislumbrar más allá de la realidad. La verdadera fuerza simbólica de esta obra es la música que interpreta cualquier sugerencia o misterio con su riqueza tímbrica y su armonía tan especial.
Sin embargo, la forma de la música simbolista es difícil de definir, en particular porque la poesía simbolista ya quiere ser musical. Autores como la investigadora Mireille Losco consideran que la noción de simbolismo musical permanece 'flotante' y califica el libreto como ópera simbolista de “objeto fugitivo” o incluso “improbable”, ya que en última instancia la simbología se situaría más del lado de la literatura que de la música.